# Denijs Dille

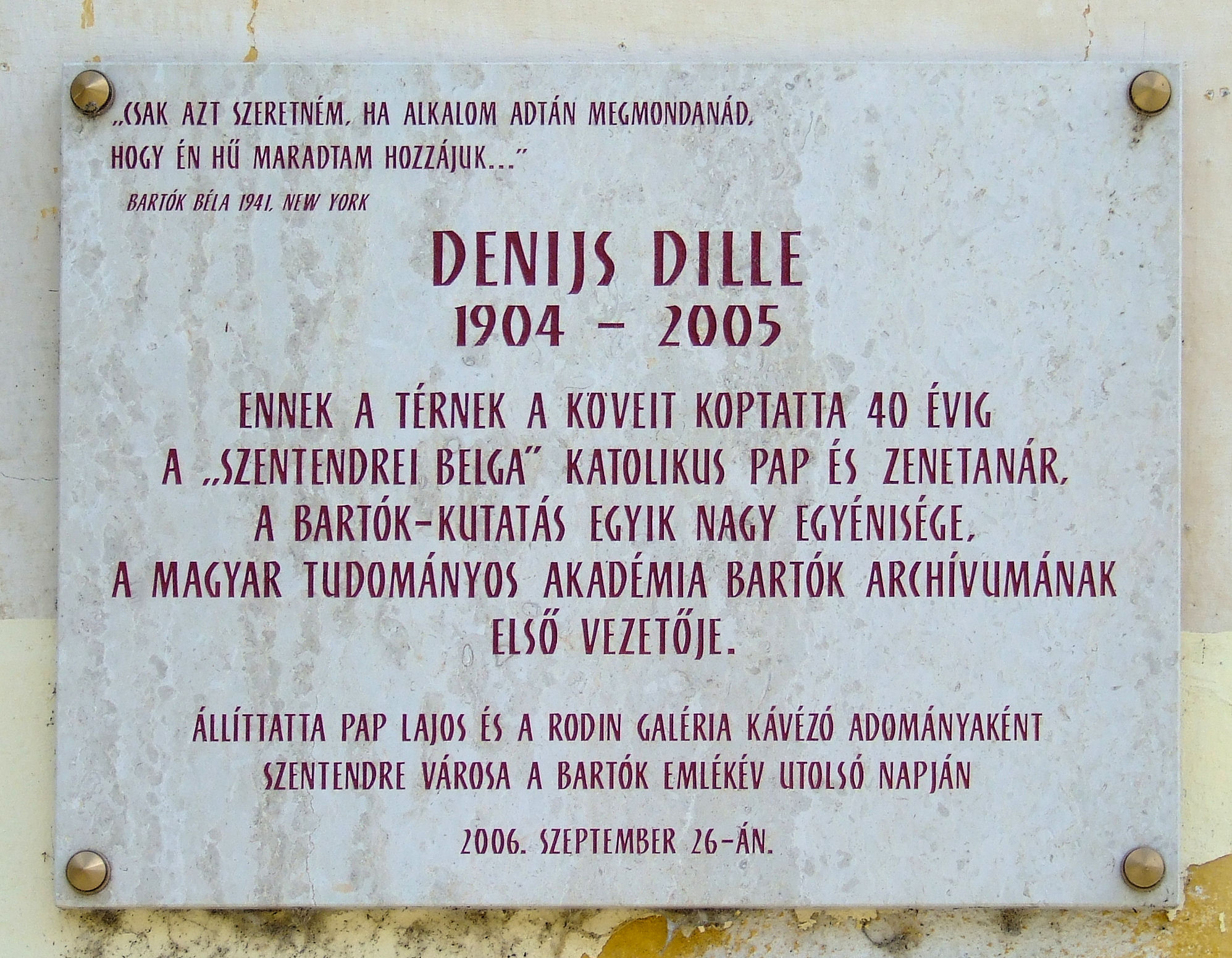
Denijs Dille emléktáblája Szentendrén

Dennijs Dille (1904–2005) flamand katolikus pap, zeneszerző, Bartók Béla-kutató, magyar népdalokat gyűjtött.

## Pályafutása
Teológiai, filozófiai és zenei tanulmányait a mecheleni szemináriumban és az antwerpeni Moll College-ban végezte. Romanisztikát is tanult. 1936-tól Antwerpenben tanított, és zenei tárgyú tanulmányokat publikált. Debussy, Sztravinszkij és Schönberg művészetével foglalkozott.
A  második világháború alatt került előbb Budapestre, később Szentendrére. 1961-ben újabb Bartók-műveket, -gyűjteményeket fedezett fel.
101 éves korában hunyt el. 2006 decemberében egykori szentendrei lakásának falán emléktáblát avattak fel.

## Művei magyarul
- Bartók Béla családfája; ford. F. Csanak Dóra; Balassi, Bp., 1996